# 豊田市立野見小学校
豊田市立野見小学校（とよたしりつ のみしょうがっこう）は、愛知県豊田市野見町にある公立小学校。

## 通学区域
- 神池町
- 野見町
- 野見山町3丁目（一部）
- 美里5丁目
- 美里6丁目（一部）
- 御立町

旧・西加茂郡高橋村の南部の小学校であった。公立中学校に進学する場合は豊田市立美里中学校へ進学する。

## 沿革
- 1875年（明治8年） 8月10日 - 第9番中学区内第157番小学区御立学校として開校。極楽寺[注釈 1]を仮校舎とする。御立村、森村、牛野村、東山室村の児童が通学する。
- 1877年（明治10年）6月 - 民家に移転する。
- 1881年（明治14年）6月 - 御立学校に改称する。現在の愛知県豊田市御立町5丁目34に校舎を新築し、移転する。
- 1887年（明治20年）4月 - 御立学校と古瀬間学校を統合する。同時に尋常小学御立学校に改称する尋常小学御立学校山室分教場を設置する。
- 1889年（明治22年）10月1日 -
  - 野見村、下渡合村、森村、御立村が合併し、野見村が発足。
  - 飛泉村、古瀬間村、西大見村、南古瀬間村が合併し、益富村が発足。
- 1892年（明治25年）7月 - 野見尋常小学校に改称する。益富尋常小学校を分離する。
- 1901年（明治34年）4月 - 山室分教場を廃止する。
- 1906年（明治39年）7月1日 - 益富村、野見村、寺部村、渋川村、上野山村、市木村、平井村、四谷村（一部）が合併し、高橋村が発足。
- 1909年（明治42年）4月 - 校舎を新築する。高橋第三尋常小学校に改称する。
- 1917年（大正6年）8月 - 高橋第三農業補習学校を併設する。
- 1935年（昭和10年） - 現在地に校舎を新築し、移転する。
- 1941年（昭和16年）4月1日 - 高橋第三国民学校に改称する。
- 1943年（昭和18年）4月 - 高等科を設置する。
- 1947年（昭和22年）4月1日 - 高橋村立野見小学校に改称する。校舎の一部が高橋村立高橋中学校野見分教場となる。
- 1948年（昭和23年）9月 - 高橋中学校が校舎を新築し移転。高橋中学校野見分教場を廃止。
- 1956年（昭和31年）9月30日 - 高橋村が挙母市へ編入される。同時に挙母市立野見小学校に改称する。
- 1959年（昭和34年）1月1日 - 市名を豊田市に変更する。同時に豊田市立野見小学校に改称する。
- 1969年（昭和44年） - プールが完成する。
- 1975年（昭和50年） - 新校舎が完成する。
- 1981年（昭和56年）4月 - 校区の一部が新設の豊田市立広川台小学校に移る。
- 1985年（昭和60年） - 特別教室がか完成する。
- 2012年（平成24年） - 新校舎が完成する。

## 交通アクセス
- 名鉄バス豊田東市内線「野見小学校前」バス停より徒歩約10分。

名鉄三河線豊田市駅より【64系統】「古瀬間町」行。【65系統】「古瀬間墓園」行。※65系統は土休日のみ運行
- とよたおいでんバス10系統、下山・豊田線「野見小学校前」バス停より徒歩約10分。

## 周辺施設
- 愛知県立豊田東高等学校
- 豊田市立美里中学校
- 豊田市立益富中学校
- 豊田市立古瀬間小学校
- 豊田市立東山小学校
- 豊田市立広川台小学校